# کنراد ریکامورا
کنراد ریکامورا (انگلیسی: Conrad Ricamora؛ زادهٔ ۱۷ فوریه ۱۹۷۹) یک هنرپیشه اهل ایالات متحده آمریکا است. وی به خاطر ایفای نقش الویر همپتون در مجموعه تلویزیونی چگونه از مجازات قتل فرار کرد شناخته شده‌است.